# How I Learned to Stop Giving a Shit and Love Mindless Self Indulgence
Albums de Mindless Self Indulgence
If
(2008) MSI B-SIDES vol.1
(2024)
How I Learned to Stop Giving a Shit and Love Mindless Self Indulgence est le cinquième album studio du groupe Mindless Self Indulgence sortie le 24 mai 2013. 
L'album a été financé via une campagne Kickstarter lancée le 25 octobre 2012 et atteignant son objectif le 24 décembre 2012. 

## Liste des titres
| No  | Titre                                           | Durée |
| --- | ----------------------------------------------- | ----- |
| 1.  | Witness                                         | 3:17  |
| 2.  | Fuck Machine                                    | 3:24  |
| 3.  | It Gets Worse                                   | 2:56  |
| 4.  | I Want To Be Black                              | 2:10  |
| 5.  | Hey Tomorrow Fuck You and Your Friend Yesterday | 2:40  |
| 6.  | You're No Fun Anymore Mark Trezona              | 2:53  |
| 7.  | Ala Mode                                        | 2:32  |
| 8.  | Casio                                           | 2:14  |
| 9.  | Anonymous                                       | 2:03  |
| 10. | Kill You All in a Hip Hop Rage                  | 2:30  |
| 11. | Stalkers (Slit My Wrists)                       | 2:39  |
| 12. | Jack You Up                                     | 3:34  |
| 13. | Ass Backwards                                   | 2:55  |